# Chiasmocleis mehelyi
Espèce
Statut de conservation UICN

 DD  : Données insuffisantes
Chiasmocleis mehelyi est une espèce d'amphibiens de la famille des Microhylidae.

## Répartition
Cette espèce est endémique du Brésil. Elle se rencontre dans les États du Mato Grosso et du Mato Grosso do Sul,.

## Description
Chiasmocleis mehelyi mesure de 18 à 20 mm pour les mâles. Son dos est gris foncé et présente de nombreuses épines dermiques uniformément réparties ainsi que quelques taches blanchâtres. Son ventre est gris avec des taches irrégulières blanchâtres.

## Étymologie
Son nom d'espèce, mehelyi, lui a été donné en référence à Lajos Méhelÿ, zoologiste hongrois, qui a décrit le genre Chiasmocleis.

## Publication originale
- Caramaschi & Cruz, 1997 : Redescription of Chiasmocleis albopunctata (Boettger) and description of a new species of Chiasmocleis (Anura: Microhylidae). Herpetologica, vol. 53, p. 259-268 (texte intégral).